# Sclerodermus chicomendesi
Sclerodermus chicomendesi (лат.) — вид мелких ос рода Sclerodermus из семейства Bethylidae. Назван в честь Чико Мендеса (Chico Mendes), бразильского защитника природы.

## Распространение
Южная Америка: штат Риу-Гранди-ду-Сул, южная Бразилия.

## Описание
Мелкие осы длиной около 2 мм: самка — 2,32 мм, самец — 1,85 мм. Этот вид похож на Sclerodermus spilonotum тем, что имеет удлинённую голову с загнутыми наружу сторонами и слегка суженный спереди метапектально-проподеальный диск. Однако у этого вида мандибулы с тремя апикальными зубцами и наличник с трапециевидной срединной лопастью, тогда как у S. spilonotum мандибулы с двумя апикальными зубцами и наличник с короткой срединной лопастью и с почти угловатым апикальным краем. Помимо этих признаков, значительно отличается рисунок окраски, у этого вида голова и брюшко варьируются от светло-коричневых до буроватых, причем брюшко контрастно более тёмное, тогда как у S. spilonotum в основном темно-коричневое. Самки микроптерные, крыло размером с тегулу. У самцов переднее крыло с открытой костальной ячейкой из-за отсутствия костальной жилки; радиальная ячейка полностью замкнута; жилка Rs&M шире остальных; жилки M+Cu, cu-a и 2r-rs&Rs отсутствуют, кайма переднего и вершинного краёв заметно длиннее. Заднее крыло с тремя дистальными крючками-гамулями, срединный бугорок несколько ближе к вершинному, без проксимальных крючков, кайма вершинного и заднего краев заметно длиннее.
Самки имеют жало, оцеллии отсутствуют. У самцов есть крылья. Основная окраска тела коричневая, внешне похожи на муравьёв. Глаза расположены в передней части головы у переднего края. Усики 11-члениковые. Максиллярные щупики 5-члениковые, лабиальные из 3 члеников.
Этот новый вид был обнаружен напавшим на женщину в её офисе в муниципалитете Порту-Алегри, Южная Бразилия. В её кабинете стоит деревянная мебель, в которой было замечено множество отверстий, просверленных жуком-точильщиком или притворяшкой Tricorynus  Waterhouse, 1849 (Ptinidae, Mesocoelopodinae), откуда несколько раз наблюдали, как оба вида, и оса-паразитоид Sclerodermus chicomendesi и жуки-хозяева Tricorynus покидают мебель. Этот вид Sclerodermus часто поражает женщин, вызывая эритематозно-папулезное поражение кожи.

## Систематика и этимология
Вид был впервые описан в 2022 году и назван в честь Чико Мендеса (Chico Mendes), который был одним из крупных бразильских защитников окружающей среды, сражавшимся за сборщиков каучука против незаконных фермеров и захватчиков земли, в основном в тропических лесах Амазонки в Акко, Бразилия. Этот вид сходен с Sclerodermus spilonotum. Относится к роду Sclerodermus и трибе Sclerodermini, которую ранее включали в подсемейство Epyrinae (в широком таксономическом объёме), а с 2013 года (Alencar & Azevedo, 2013) выделяют в самостоятельное подсемейство Scleroderminae.